# Роменський комбінат хлібопродуктів
Роменський комбінат хлібопродуктів — підприємство харчової промисловості у місті Ромни Сумської області. Є дочірнім підприємством ДАК «Хліб України».
Роменський комбінат хлібопродуктів займається як промисловою, так і заготівельною діяльністю. Перероблення пшениці на борошно вищого, першого, і другого ґатунку з виходами відповідно 30%, 30%, 15%. Продуктивність млина 150 тонн за добу. У заготівельній діяльності: підробка, сушка, зберігання прийнятого від товаровиробників зерна в державні й регіональні ресурси, заготівля, підробка і відпуск насіння. Крім цього є допоміжні виробництва: мініхлібзавод, мінімакаронний цех, цех із виробництва соняшникової олії, кілька торгових точок. 
Продукція комбінату — борошно, хлібобулочні і макаронні вироби, олія.

## Історія
Підприємство було створено в 1920 році.
У ході бойових дій Другої Світової війни та в період німецької окупації підприємство постраждало, але пізніше було відновлено та надалі — реконструйовано.У 1991—1993 роках переобладнано млин з установкою обладнання фірми «Бюлер» Швейцарія.
Після проголошення незалежності України комбінат перейшов у відання Міністерства сільського господарства та продовольства України.
У березні 1995 року Верховна Рада України внесла комбінат до переліку підприємств, приватизація яких заборонена у зв'язку з їх загальнодержавним значенням.
Після створення у серпні 1996 року державної акціонерної компанії «Хліб України» комбінат став дочірнім підприємством ДАК «Хліб України».
11 серпня 2010 року було прийнято рішення про переведення КХП до складу Державної продовольчо-зернової корпорації України, але оцінка майнового комплексу та виконання рішення потребувало часу. У результаті комбінат був офіційно приєднаний до складу ДПЗКУ на початку листопада 2014 року.
У 2016 році на КХП уперше за 20 років було здійснено налагодження розмольного цеху, у травні 2016 року вперше після трьох років простою було запущено млин.

### Сучасний стан
Основними функціями підприємства є зберігання та перероблювання зерна (насамперед пшениці). Загальна місткість усіх 16 складів складає 34,1 тис. тонн. Також комбінат здійснює помелу борошна (виробничі потужності млина забезпечують можливість виробництва до 150 тонн борошна на добу) і може виробляти манну крупу.
Крім того, у складі КХП діють мініпекарня, цех із виробництва макаронних виробів та лінія з виробництва соняшникової олії.

## Нагороди
У 2000 році нагороджено Дипломом лауреата «За високі досягнення в галузі переробки зерна та виробництво борошна вищого ґатунку» у рамках Загальнонаціонального конкурсу «Вища Проба».
У 2001 році отримано міжнародний приз «Європейська якість» від Європейської Академії Бізнесу соціальній сфері. 
У 2004 році отримав міжнародну нагороду «Лаври слави» згідно з рішенням Науково-експертної Ради Асамблеї Ділових Кіл при підтримці експертів Європейської Ділової Асамблеї Європейського центру дослідження ринку та Міністерства економіки України.